# Astronomie gamma

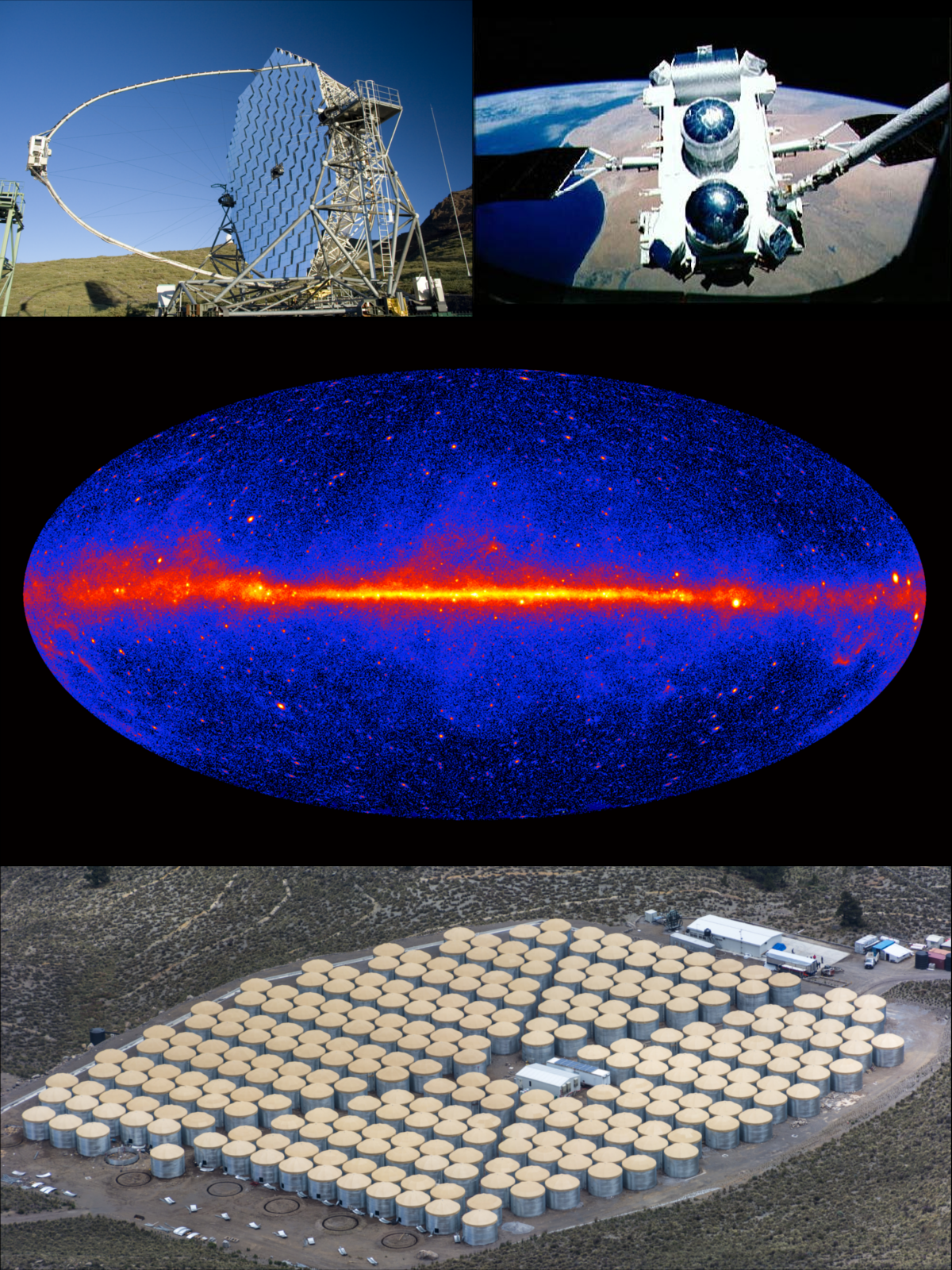
Aperçu de l'astronomie des rayons gamma.
De haut en bas, de gauche à droite :
- l'observatoire terrestre de rayons gamma MAGIC et le télescope spatial CGRO ;
- carte du ciel à des énergies supérieures à 1 GeV ;
- l'observatoire de rayons gamma HAWC.

L'astronomie gamma est le domaine de l'observation astronomique centrée sur le spectre électromagnétique des rayons gamma. Ces derniers englobent les photons émis à des énergies supérieures à 511 keV, et constituent la plus grande forme d'énergie lumineuse dont l'observation soit dans notre univers.
Leur très haute énergie confère aux photons gamma un très grand pouvoir de pénétration dans la matière, ce qui empêche leur détection à l'aide d'instruments d'optique conventionnels. Il est cependant possible de mesurer leur flux et de retracer leur origine dans le ciel, que ce soit par l'usage de scintillateurs et de calorimètres, ou par l'observation indirecte de la cascade de particules produite lorsqu'un rayon gamma dissipe son énergie dans un milieu. À cet égard, les techniques de détection utilisées dans l'astronomie gamma sont souvent apparentées à celles de la physique des particules.
Elle a été proposée par Morrison en 1956. La découverte des premières sources spatiales de rayons gamma remonte aux années 1960. Le développement des techniques de détection directe et indirecte a permis de répertorier plus de 3000 objets célestes émettant dans cette région du spectre électromagnétique.
Le rayonnement gamma observé dans le ciel résulte des processus physiques les plus violents et énergétiques de notre univers. Son observation est essentielle à l'étude de la physique au-delà du modèle standard. De plus, elle permet de restreindre les modèles théoriques tentant de décrire plusieurs objets célestes : supernovas, trous noirs supermassifs, sursauts gamma, pulsars et galaxies actives.

## Sources cosmiques de rayonnement gamma
Les objets étudiés sont les plus énergétiques de l'Univers, ce sont sensiblement les plus énergétiques de ceux étudiés par l'astronomie X : certaines étoiles en fin de vie, supernovas, hypernovas, rémanents de supernovas, pulsars, microquasars, trous noirs stellaires et supermassifs, galaxies actives, blazars.
Les sources gamma pourraient aussi provenir de nouvelles physiques telles que des trous noirs primordiaux ou de concentration de matière noire.
Le Soleil émet également une très petite quantité de rayons gamma de haute énergie (jusqu'à 467,7 GeV), mais le mécanisme physique sous-jacent est mal connu.

## Historique

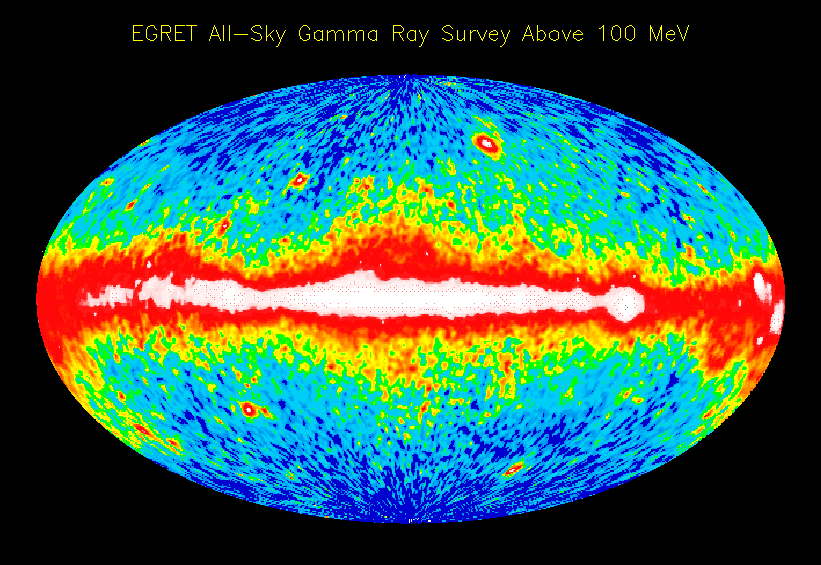
Carte du ciel généré par EGRET (Compton Gamma-Ray Observatory) à des énergies supérieures à 100 MeV.

### Première détection d'un rayonnement gamma d'origine astronomique
La première évocation du potentiel scientifique et des défis technologiques de l'astronomie gamma fut proposée par Philip Morrison en 1956. Dans les années 1950 celui-ci ainsi que d'autres scientifiques prédisent que les interactions entre les rayons cosmiques et la matière contenue dans l'espace interstellaire dans notre galaxie devrait produire des rayons gamma. La première observation de rayons gamma est celle du rayonnement émis par les éruptions solaires qui présente un pic à 2,223 MeV comme prédit par Morrison (cette émission est produite par la réaction proton + neutron → deutérium). Ces observations des émissions solaires permirent le travail théorique de scientifiques comme Reuven Ramaty.
Au début des années 1960 les premières expériences embarquées sur des ballons stratosphériques et à bord du satellite Explorer 11 détectent pour la première fois des indices de l'émission d'un rayon gamma de 100 MeV en provenance de la galaxie mais ces résultats restent à confirmer. L'absence d'un signal facilement détectable démontre que les prédictions de Morrison sur le potentiel scientifique de l'observation gamma étaient beaucoup trop optimistes.
La première génération des télescopes à imagerie Tcherenkov atmosphérique est déployée par les États-Unis et l'Union soviétique au début des années 1960. Ces instruments installés au sol sont conçus pour observer le rayonnement bleuté (et ultraviolet) généré par l'entrée d'un rayon gamma ou d'un rayon cosmique à haute énergie dans l'atmosphère à une vitesse supérieure à celle de la lumière dans ce milieu (effet Tcherenkov). Les observations des rayonnements gamma par cette méthode fournissent à l'époque des résultats non conclusifs.
La première détection de rayons gamma d'origine astronomique est réalisée de manière non intentionnelle par les militaires américains. En juillet 1967  deux satellites américains Vela, qui sont chargés de contrôler l’application du traité portant sur l’interdiction des tests atomiques atmosphériques en détectant d'éventuelles explosions atomiques, observent des rayonnements gamma puissants et brefs ne provenant pas de la Terre dont on attribuera par la suite l'origine au type d'événement le plus énergétique de l'univers : le sursaut gamma. Mais la découverte de ce phénomène par un engin militaire n'est porté à la connaissance de la communauté scientifique qu'en 1973,.

### Premières observations de rayons gamma
L'agence spatiale américaine, la NASA, développe l'observatoire spatial OSO-3 (Orbiting Solar Observatory-3) qui détecte entre 1967 et 1969 621 photons gamma en provenance de l'espace réalisant une percée décisive dans le domaine de l'astronomie gamma : il confirme l'émission en provenance de notre galaxie de rayons gamma produits par les interactions des rayons cosmiques avec le milieu intergalactique et découvre le fonds diffus gamma (rayonnement gamma non résolu d'origine extra-galactique et produit par des galaxies actives).
Au début des années 1970 les détecteurs gamma qui ont été embarqués à bord des vaisseaux des missions Apollo 15 et Apollo 16 découvrent un fond diffus gamma de faible énergie durant le trajet entre la Terre et la Lune. Ces détecteurs sont également utilisés pour cartographier le rayonnement gamma émis par les éléments radioactifs présents à la surface de la Lune.
Le satellite de la NASA SAS-2 (Small Astronomy Satellite-2)  confirme en 1972 la présence du fond diffus gamma découvert par OSO-3. Il démontre que l'émission gamma d'origine galactique est liée à la structure de la Voie Lactée. Il étudie les pulsars gamma Vela et du Crabe et découvre une source ponctuelle de rayonnement gamma qui sera identifiée plus tard comme étant l'étoile à neutrons Geminga.
L'observatoire spatial européen COS-B (1975-1981), dont les caractéristiques sont proches de SAS-2, découvre 25 nouvelles sources ponctuelles de rayonnement gamma. Certaines d'entre elles s'avèreront par la suite être des pulsars mais d'autres sources n'étaient toujours pas identifiées en 2022. COS-B permet d'identifier la première source extra-galactique de rayonnement gamma, le quasar 3C 273. L'observatoire détecte également le fonds diffus gamma galactique.
Le satellite de la NASA HEAO-3 (High-Energy Astrophysics Observatory-3) découvre entre 1979 et 1981 les rayons gamma à faible énergie (rayons gamma mous) émis par le centre de notre galaxie et générés par l'annihilation électron-positron (rayon gamma de 511 keV). L'existence de ce type de rayonnement suppose la production d'antimatière dans la région centrale de la galaxie selon un processus qui à l'époque n'est pas identifié. L'observatoire spatial solaire de la NASA Solar Maximum Mission (1980-1989) détecte des rayons gamma mous émis par les éruptions solaires.
À la fin des années 1980 la deuxième génération  des télescopes à imagerie Tcherenkov atmosphérique entre en opération. Le premier de ces observatoires est le télescope Whipple. Celui-ci parvient à détecter de manière indirecte des rayons gamma en provenance de la nébuleuse du Crabe mais aucun en provenance du centre de la nébuleuse. Durant la même période des instruments emportés par des ballons stratosphériques détectent un rayonnement gamma en provenance de la supernova 1987A permettent de vérifier que les supernovæ produisent de nouveaux éléments comme prédit par la théorie.

### L'observation des sursauts gamma
À compter du début des années 1990 les États-Unis et les pays européens lancent plusieurs missions destinées à l'étude des sursauts gamma permettant de réaliser un inventaire et de définir plusieurs théories sur leurs origines.
| Satellite | Instrument | Champ de vue (100 % ciel entier) | Résolution spatiale            | Spectre électromagnétique (keV) | Date lancement | Remarque                                                                   |
| --------- | ---------- | -------------------------------- | ------------------------------ | ------------------------------- | -------------- | -------------------------------------------------------------------------- |
| INTEGRAL  | IBIS       | 29°                              | 12'                            | 20-10000                        | 2002           |                                                                            |
| Swift     | BAT        | 15 %                             | 0,1°                           | 15-350                          | 2004           | Optimisé pour la localisation des sursauts gamma.                          |
| AGILE     | GRID       | 3 stéradians                     | 5 à 20'                        | 30 MeV - 50 GeV                 | 2007           |                                                                            |
| Fermi     | GBM        | 60 %                             | 5°                             | 10 à 40000                      | 2008           | Détection des sursauts gamma. .                                            |
| Fermi     | LAT        | 2,4 stéradians                   | 10° (20 MeV) à 0,1' (> 10 GeV) | 20 MeV-300 GeV                  | 2008           | Localisation des sursauts gamma très énergétiques.                         |
| GECAM     | GRD        | 100 %                            | 1°                             | 10-2000                         | 2020           | Détection des contreparties gamma de l'émission d'ondes gravitationnelles. |
| SVOM      | ECLAIRs    | 15 %                             | 0,1°                           | 4-150                           | 2024           | Optimisé pour la localisation des sursauts gamma.                          |

L'observatoire spatial Compton Gamma-Ray Observatory, ou CGRO, fut un des grands observatoires de la NASA destinés à l'étude du ciel dans le spectre gamma. Le satellite, muni de 4 instruments permettant d'imager une large plage du spectre des rayons gamma (de ~0,02 MeV a ~30 GeV), détecta une vaste quantité de sources cosmiques et d'évènements astronomiques transitoires.
BeppoSAX, lancé en 1996 et qui a quitté son orbite en 2003, prévu surtout pour l'étude des rayons X, a aussi observé les rayons gamma. Il a permis d'observer les composantes de certaines sources dans d'autres gammes du spectre électromagnétique, et ainsi de préciser leur localisation. On a pu parfois observer dans le visible des rémanents dans des galaxies lointaines.
HETE-2, lancé en 2000, est toujours opérationnel bien que son fonctionnement soit réduit depuis 2006, il a notamment permis la découverte de GRB 050709.
Le satellite de la NASA SWIFT, lancé en 2004, est le premier qui transporte l'instrument BAT. Ce dernier a permis la détermination de la contrepartie visuelle de nombreuses sources, dans des galaxies lointaines, et de confirmer que la plupart sont le fait de supernovæ ou d'hypernovæ.
INTEGRAL, INTErnational Gamma-Ray Astrophysics Laboratory, de l'ESA est lancé en 2002.
Le télescope spatial Fermi-GLAST, développé par la NASA avec des contributions internationales, débute ses observation en juin 2008. Il est optimisé pour l'étude des rayons gamma de haute énergie. Son instrument principal LAT permet d'observer des rayons gamma de 20 MeV à 300 GeV tandis qu'un deuxième instrument, le GBM (5 keV à 25 MeV), est plus particulièrement spécialisé dans l'inventaire systématique des sursauts gamma. L'observatoire qui est toujours opérationnel en 2024 devrait pouvoir se maintenir longtemps sur une orbite permettant d'effectuer des observations jusqu'en 2050. Fermi a permis la découverte de plus de 7000 sources de rayons gamma. Parmi les premières notables figurent la première détection simultanée d'un sursaut gamma (GRB 170817A) par l'instrument GBM et de sa contrepartie dans le domaine des ondes gravitationnelles et la détection simultanée d'un blazar par l'instrument LAT et de l'émission de neutrinos à haute énergie.
La mission franco-chinoise Svom (Space-based multi-band astronomical Variable Objects Monitor) lance en juin 2024 un satellite de 930 kilos, équipé de deux instruments de recherche français et de deux instruments de recherche chinois. Le satellite, placé en orbite terrestre à 625 km d’altitude permettra une détection précise des sursauts et enverra une alerte à une équipe d’astreinte 24 heures sur 24, qui devra en moins de cinq minutes déclencher un réseau de télescopes au sol qui s’aligneront précisément dans l’axe de la source de l'évènement, pour des observations plus approfondies. Le satellite a aussi la capacité de modifier en quelques minutes son orientation pour compléter l'étude de la source avec ses instruments fonctionnant dans le spectre des rayons X, infrarouge et visible. La durée de la mission est de 3 ans avec une extension possible de 2 ans,.

### La troisième génération des observatoires terrestres Tcherenkov
Au cours de la décennie 2000 la troisième génération des télescopes à imagerie Tcherenkov atmosphérique est déployée. Elle se caractérise par une sensibilité et une résolution fortement améliorées pour l'observation des rayons gamma à très haute énergie. Le premier instrument à entrer en service est l'observatoire européen High Energy Stereoscopic System (HESS) qui comprend quatre antennes et est basé en Namibie. Ses détecteurs ont permis de découvrir de nouvelles sources de rayons gamma à haute énergie de type nébuleuse à pulsar, système binaire, rémanent de supernova et d'autres types non identifiés. Les autres télescopes Tcherenkov de cette génération sont CANGAROO, un instrument autralo-japonais basé en Australie, MAGIC basé à La Palma dans les Canaries, VERITAS installé dans l'Arizona et Milagro situé au Nouveau-Mexique qui utilise une piscine de grande taille remplie de tubes photomultiplicateurs pour effectuer un relevé du ciel gamma qui cessa ses opérations en 2007 et dont le successeur est HAWC entré en service en 2015.
En 2025 plus de 3000 sources de rayonnement gamma avaient été répertoriées.

## Physique des rayons gamma
L'expression rayon gamma se réfère généralement au rayonnement électromagnétique émis au-delà de 100 kiloélectron-volt, ce qui couvre plusieurs ordres de grandeur d'énergie et par conséquent, plusieurs mécanismes de production. Tous ces mécanismes ont en commun d'être de nature non-thermique, c'est-à-dire qu'un rayon gamma ne peut provenir d'un mécanisme de radiation d'un corps noir.
Les photons gamma de l'ordre du MeV sont produits lors de transitions nucléaires, ou lors de la désintégration de noyaux atomique radioactifs. De leur côté, les rayons gamma de plus haute énergie peuvent être produits dans des environnements impliquant des particules fortement accélérées. Les processus d'accélération par chocs peuvent générer des ions ultra-rapides qui, par diffusion Compton inverse, produiront des photons gamma de l'ordre du GeV. Ces ions peuvent également, lors de collisions avec d'autres protons, produire des pion neutres qui, lors de leur désintégration, produiront deux photons gamma. Ce dernier mécanisme résulte également en la production de pion chargés, qui sont une source de neutrinos.

## Physique des interaction du rayon gamma avec la matière

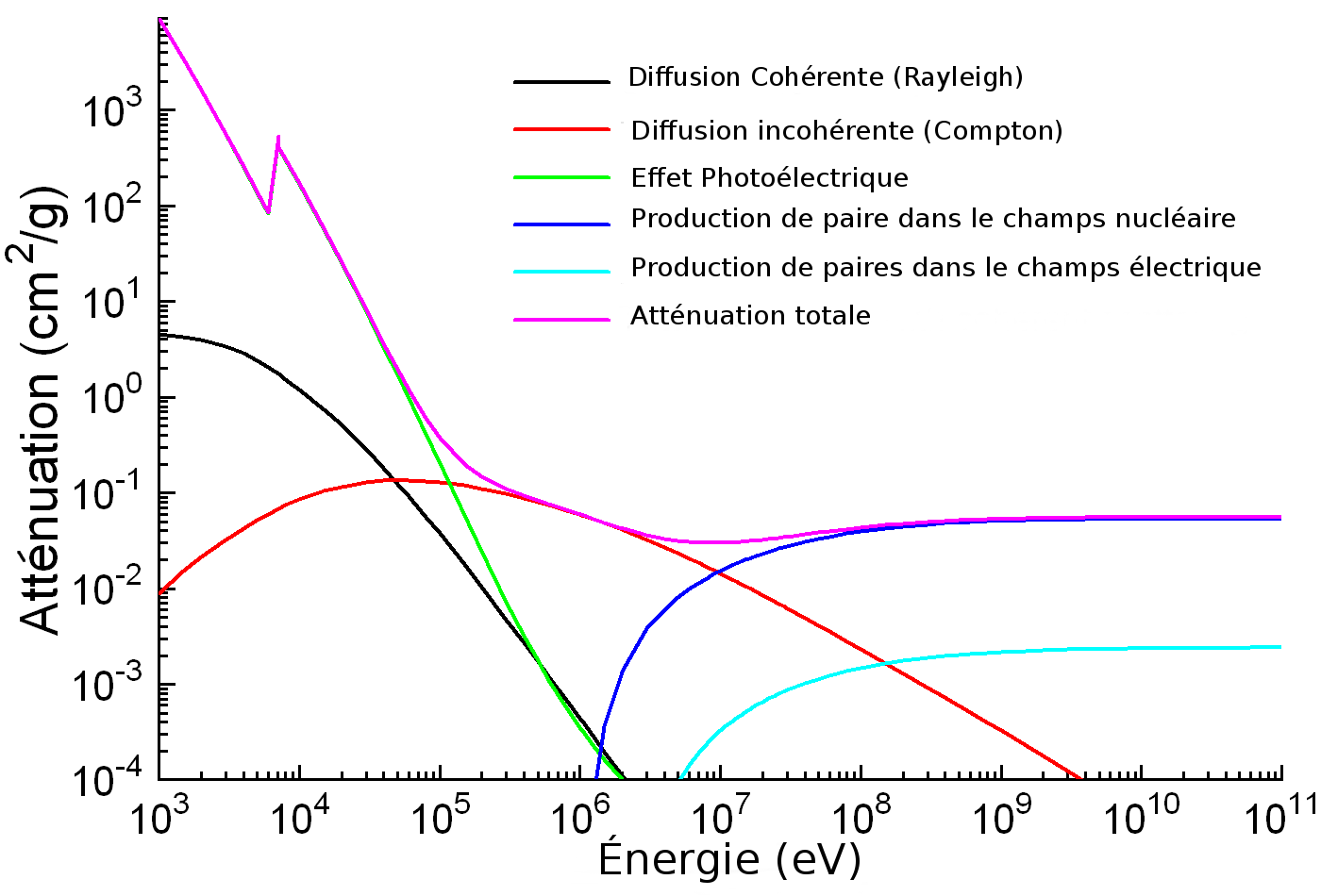
Exemple de sections efficaces d'atténuation du rayonnement électromagnétique par des atomes de fer. Le processus dominant l'interaction photon-matière est fortement dépendant de l'énergie du photon incident.

Une fois produits, les rayons gamma interagissent avec la matière par le biais d'un des trois processus physiques suivants dépendant de leur niveau d'énergie (cf schéma ci-contre) :
- l'effet photoélectrique est l'interaction dominante pour les rayons gamma à faible énergie (jusqu'à environ 100 keV). Le rayon gamma est entièrement absorbé par la particule qu'il impacte et son énergie est transmise à un électron qui est expulsé.
- la diffusion Compton domine lorsque le rayon gamma a une énergiecomprise entre quelques centaines de keV et quelques MeV. Le photon gamma entre en collision avec un électron faiblement lié à un atome ce qui déclenche l'éjection de l'électron (l'atome est ionisé) et l'émission d'un photon d'énergie plus faible.
- la création de paires est produite par l'interaction de la matière avec des rayons gamma à haute énergie (seuil d'énergie aux alentours de quelques MeV). Dans ce cas le rayon gamma en percutant la matière (généralement un noyau atomique) produit une paire électron/positron.

Remarques :
- La fréquence de chaque type d'interaction dépend de sa section efficace, qui elle-même dépend fortement de l'énergie du photon incident et dans une moindre mesure du matériau impacté par le rayon gamma.
- Pour certains niveaux d'énergie, l'interaction du photon avec la matière peut déclencher au choix un des trois processus comme le montre le schéma ci-contre.

## Techniques d'observation du rayonnement gamma

### Des miroirs inefficaces (en 2024)
Les miroirs qui sont utilisés par les télescopes observant en lumière visible, infrarouge et ultraviolet sont inopérants pour le rayonnement gamma. En effet ce rayonnement traverse le verre des miroirs sans se réfléchir car sa longueur d'onde, comme celle du rayonnement X, est plus courte que la distance moyenne entre les atomes  (de manière approximative ne surface est réfléchissante si la distance inter-atomique moyenne est 5 fois plus petite que la longueur d’onde du rayonnement). Pour contourner cette contrainte les télescopes observant le rayonnement X mou (par opposition aux rayons X durs plus énergétiques) utilisent la technique des miroirs à incidence rasante (télescope Wolter) : si l'angle d'incidence est très réduit la distance entre les atomes de la surface réfléchissante devient suffisamment faible pour qu'il y ai réflexion car elle est égale à d × sin θ avec d  distance inter-atomique et θ  angle d’incidence du rayon incident. Mais cette technique devient inopérante pour les rayons X durs et les rayons gamma caractérisée par des longueurs plus courtes (= des énergies plus élevées). D'une part pour que l'incidence soit suffisamment rasante elle nécessite que la longueur du télescope soit accrue dans des proportions impossibles à implémenter (plusieurs centaines de mètres). Cette contrainte pourra être contourné lorsque la technique du vol en formation permettra de répartir l'optique entre deux engins spatiaux distincts (projet de télescope X franco-italien SIMBOL-X des années 2010 qui ne s'est jamais concrétisé). D'autre part elle impose un taux de défaut de la surface réfléchissante qui décroit proportionnellement à l'énergie du rayonnement,,.

### Techniques d'observation mises en œuvre
L'absence de miroir dans les observatoires gamma floute la distinction traditionnelle entre télescope, récepteur (détecteur) et spectromètre qui existe dans les télescopes optiques. Les techniques utilisées pour l'observation gamma ont été mises au point dans les laboratoires de physique nucléaire ou particulaire dans les années 1960 et constituent un domaine en pleine expansion. Mais malgré les progrès effectués la résolution angulaire des meilleurs télescopes gamma reste très faible comparée à celles des télescopes optiques. Différentes techniques sont utilisées par les télescopes gamma. Celles-ci reposent sur les processus physiques découlant de l'interaction entre rayon gamma et matière qui eux-mêmes dépendent de l'énergie du photon gamma (cf paragraphe ci-dessu) : 
- l'effet photoélectrique. C'est le procédé utilisé par exemple par le tube photomultiplicateur couplé à un scintillateur.
- la diffusion Compton. Les télescopes reposant sur ce processus reconstituent la diffusion Compton en localisant et mesurant l'énergie de la première interaction du photon avec la matière et dans certains cas en localisant et mesurant l'énergie résultant de l'absorbtion du photon diffusé. les télescopes Compton présentent un très grand champ de vue et une bande d’énergie observable importante, mais leur résolution angulaire est limitée. Les détecteurs utilisés les plus courants sont les scintillateurs qui utilisent un matériau convertissant l’énergie déposée par un rayon gamma en lumière optique, les semi-conducteurs  généralement en germanium, silicium, ou tellurure de cadmium, qui convertissent l’énergie déposée en signal électrique et les chambres à dérive (ou TPC pour "Time Projection Chamber"), qui détectent l’ionisation d’un gaz ou d’un liquide[17],[18].
- la création de paires est le procédé utilisé lorsque l'énergie du photon gamma est supérieure à quelques MeV. Le rayon gamma à haute énergie percute un matériau utilisant des éléments lourds (plomb ou tungstène) car le numéro atomique élevé favorise l'efficacité du processus de création de paires résultat de cette collision. Celle-ci éjecte un paire de particules électron et positon (antiparticule de l'électron) dont la trajectoire peut être retracée grâce à des détecteurs (chambre à étincelles et plus récemment semi-conducteurs en silicium). La direction du photon gamma peut être reconstruite à partir de celle du photon et du positon. Pour éviter que les particules qui ont éjectées diffusent dans le matériau qui les a produit (c'est-à-dire que leur trajectoire soit modifiée  du fait de leur charge en passant à proximité d'autres atomes), la feuille de plomb ou de tungstène est très mince et pour compenser cette minceur on superpose de nombreuses feuilles pour garantir l'efficacité de la conversion c'est-à-dire que le photon gamma aura une probabilité importante de percuter un atome de plomb ou de tungstène. Entre chaque feuille de "convertisseur" on intercale des détecteurs chargés de mesurer la trajectoire des particules[19].

Les procédés mis en œuvre par les télescopes gamma sont synthétisés dans le tableau ci-dessous : 
| Interaction           | Type de détecteur                                          | Gamme d'énergie | Imagerie                                     | Exemples de mise en oeuvre                 |
| --------------------- | ---------------------------------------------------------- | --------------- | -------------------------------------------- | ------------------------------------------ |
| Effet photoélectrique | Cristal CdTe                                               | 10 keV-1 MeV    | Masque codé et imageur segmenté (104 pixels) |                                            |
| Effet photoélectrique | Scintillateur                                              | 100 keV-10 MeV  | Masque codé et imageur segmenté (103 pixels) |                                            |
| Effet photoélectrique | Cristal Ge                                                 | 10 keV-10 MeV   | Masque codé et imageur segmenté (10 pixels)  |                                            |
| Diffusion Compton     | Scintillateurs ou CdTe + CsI ou silicium + Ge ou Si + CdTe | 100 keV-10 MeV  | intrinsèque et/ou masque codé                | Integral, CGRO/COMPTEL (1991), COSI (2027) |
| Création de paires    | Chambre à étincelles Grille de détecteurs en silicium      | 20 MeV-300 GeV  | intrinsèque                                  | SAS-2, COS-B, CGRO/EGRET Fermi             |
| Création de paires    | Tube photomultiplicateur                                   | 100 GeV-100 TeV | intrinsèque                                  |                                            |

### Méthode d'observation directe depuis l'espace

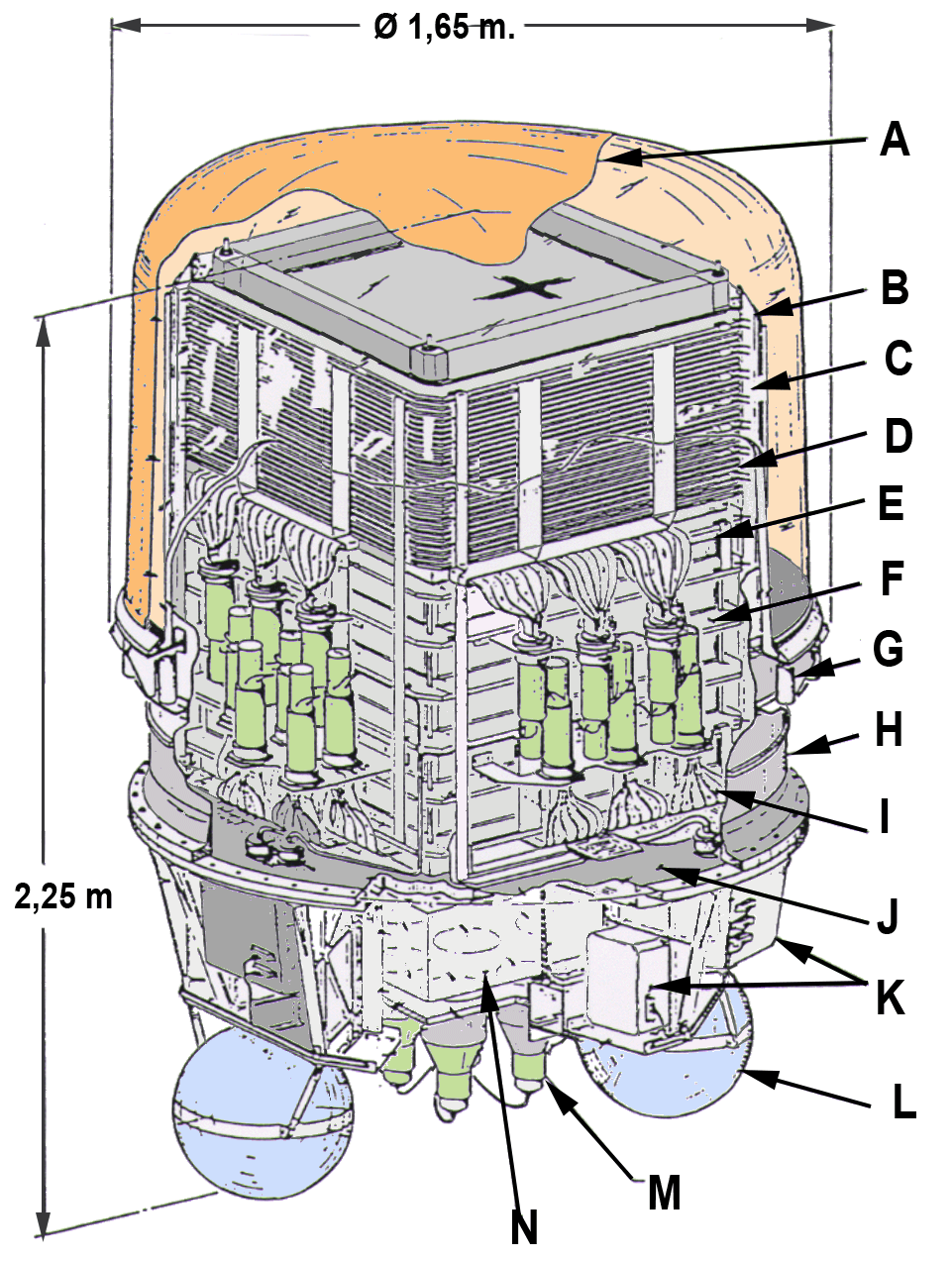
L'instrument EGRET de l'observatoire CGRO utilise une chambre à étincelles. C'est historiquement la première technique utilisée pour localiser la source des rayons gamma. A Bouclier léger - B Électronique scellée de manière hermétique - C Dôme du scintillateur anti-coïncidences - D Chambre à étincelles supérieure - E Fibres optiques et tubes photomultiplicateurs du scintillateur supérieur - F Chambre à étincelles inférieure - G Tubes photomultiplicateurs anti-coïncidences - H Enceinte pressurisée - I Chambre à étincelles inférieure - J Cloison inférieure - K Boîtiers de l'électronique - L Système d'alimentation en gaz - M Tubes photomultiplicateurs NaI - N Scintillateurs NaI.

Bien qu'il soit impossible d'utiliser un capteur CCD pour imager le rayonnement gamma, il est toutefois possible de détecter directement ce dernier à l'aide de matériaux favorisant la création de paires et de particules secondaires à l'intérieur d'un volume de détection. Il est alors possible d'estimer l'énergie du photon incident en recueillant une partie ou la totalité des particules secondaires dans des calorimètres.

#### Chambre à étincelles
Les premières observations directes de rayonnement gamma provenant de l'espace furent effectuées à l'aide de scintillateurs et de chambres à étincelles, montés à bord de satellites. Ces premiers satellites, tels qu'Explorer 11 (1961) ou OSO-3 (1967), furent capables de confirmer l'existence d'un tel type de rayonnement, sans pour autant être en mesure de localiser les sources potentielles de ces émissions,. La détection par SAS-2 (1972-1975) d'émissions gamma provenant de la nébuleuse du Crabe et du pulsar des Voiles permirent pour la première fois de confirmer l'existence de sources discrètes émettant de la lumière à des énergies supérieures à 35 MeV.
La détection de sources gamma ponctuelles requiert une grande capacité de reconstruction de la trajectoire des photons gamma. Pour ce faire, le volume de détection dans lequel les photons sont amenés à interagir peut être subdivisé en sections permettant de suivre la trajectoire de la paire électron-positron initialement générée lorsque le photon gamma interagit avec le matériau de détection. Le satellite COS-B (1975-1982) fut le premier satellite à être construit suivant ce principe, et a permis la découverte de 25 nouvelles sources de rayonnement gamma. Ce design fut repris par la suite par le détecteur EGRET, l'un des instruments du Compton Gamma-Ray Observatory.

#### Détection par semi-conducteur
Avant l'avènement du Large Area Telescope du télescope spatial Fermi, une innovation majeure fut apportée au principe de détection par traçage, soit le remplacement de chambres à gaz par un medium semi-conducteur. l'emploi de cette nouvelle technologie permit la construction d'un plus gros détecteur (1 m3), et augmenta significativement la durée de vie du détecteur en n'ayant plus recours à du gaz sous pression, un bien consommable qui finit par s'épuiser dans l'espace.

#### Télescope à masque codé
Pour parvenir à localiser de manière plus précise la source des rayons gamma, certains télescopes spatiaux utilisent la technique du masque codé. on interpose entre le détecteur et la source du rayonnement gamma un masque opaque à ce rayonnement mais percé de trous qui laissent passer celui-ci. Les photons qui viennent frapper le détecteur projettent donc une ombre portée de ce masque. Pour une source donnée (étoile...) l'ombre créée présente un décalage horizontal sur le détecteur qui reflète la position de la source dans le ciel. L'image obtenue par le détecteur est indirecte et doit être retraitée pour obtenir une restitution de la portion de ciel observée. Cette opération dite de déconvolution est rendue plus complexe par la multiplicité des sources de rayonnement et donc de leurs ombres qui se superposent éventuellement ainsi que par la présence d'un bruit de fond gamma. Les rayons cosmiques incidents, protons ou noyaux atomiques accélérés caractérisés par des niveaux d'énergie équivalents à ceux des photons gamma viennent également perturber les mesures effectuées par le détecteur. La taille et la forme du masque jouent un rôle important dans les performances de l'instrument. Les masques de type URA (Uniformly Redondant Array) permettent de reconstruire la position des sources en minimisant l’influence du bruit de fond. La résolution angulaire α d’un télescope à masque codé est directement liée à la taille des pavés unitaires rectangulaires (longueur du côté L) formant le masque et à la distance H entre le masque et le détecteur.

#### Lentille gamma
Les lentilles gamma utilisent la diffraction de Laue dans des cristaux arrangés en cercles concentriques pour imiter le fonctionnement d’une lentille optique. Elle est caractérisée par un champ de vue et une bande d’énergie observable très faibles mais la résolution angulaire est excellente.

Schéma instruments d'observation des rayons gamma
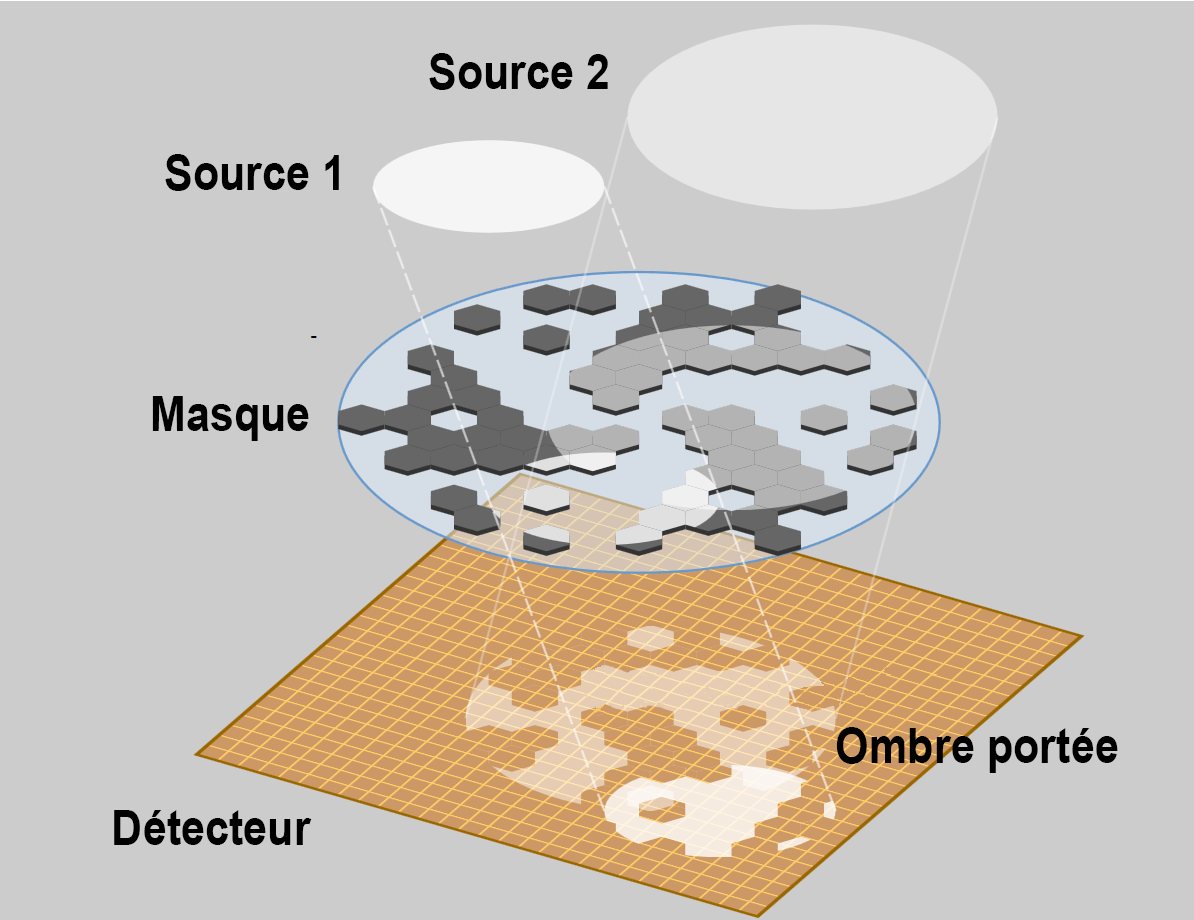
La technique du masque codé, représenté ici avec deux sources de rayonnement, permet de localiser les sources de rayon gamma avec la meilleure précision (cette technique est mise en œuvre notamment par les observatoires Integral, Swift, SVOM).
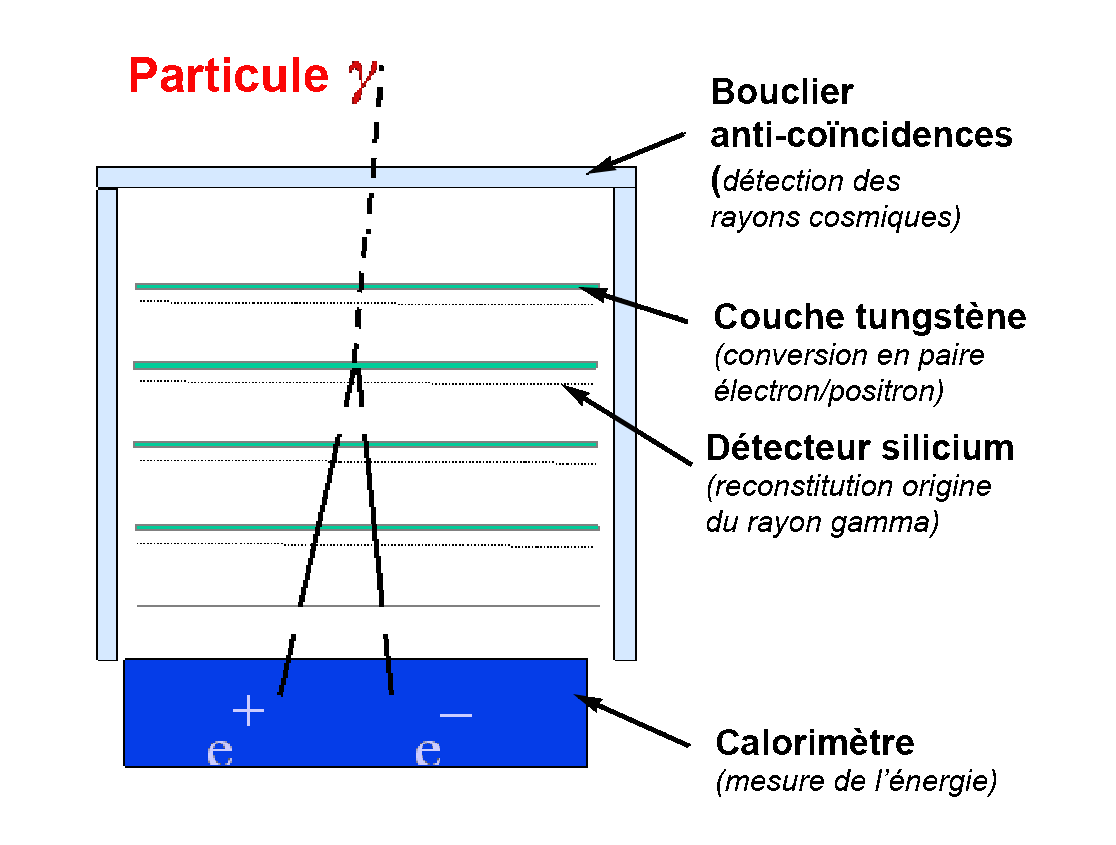
Pour la localisation de la source des rayons gamma l'instrument LAT de l'observatoire Fermi repose sur la génération d'une paire électron/positon dont la trajectoire est mesurée par des semi-conducteurs en silicium. Cette technique est optimale pour la localisation de la source des rayons gamma à très haute énergie.

### Observation depuis le sol

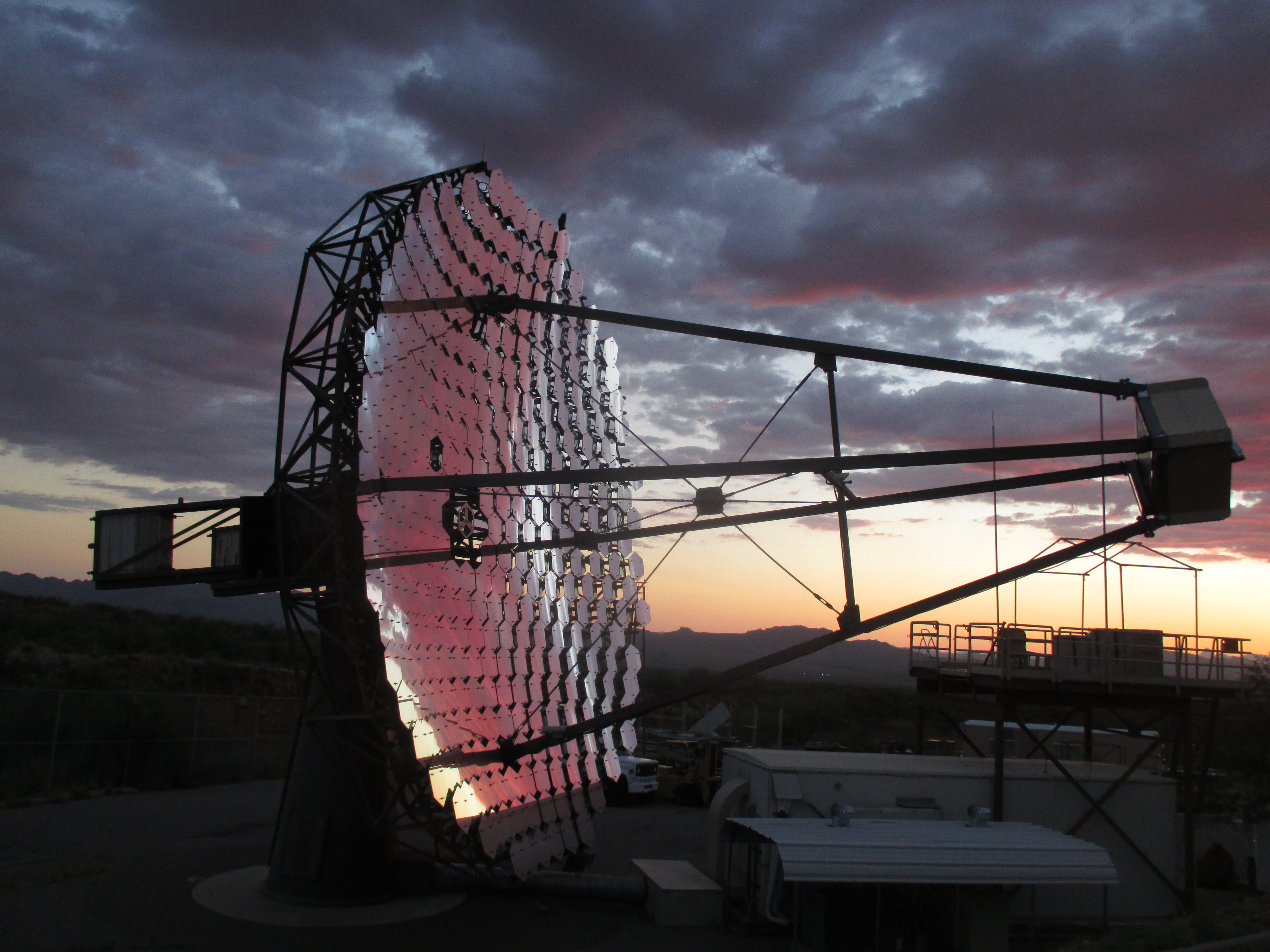
Un des télescopes du Very Energetic Radiation Imagning Telescope Array System (VERITAS), servant à l'observation du rayonnement Tchérenkov atmosphérique.

Bien que les rayons gamma soient bloqués par l'atmosphère terrestres, les plus énergétiques d'entre eux (énergie > 20 GeV) peuvent être observés depuis le sol de manière indirecte. Les photons gamma arrivant dans l'atmosphère interagissent avec les atomes de l'atmosphère terrestre et produisent des cascades électromagnétiques. Ces cascades ont pour conséquence d'accélérer un ensemble de particules (protons, électrons, muons) à des vitesses surpassant la vitesse à laquelle la lumière se propage dans l'air. Elles émettent alors un front d'onde cohérent (un effet appelé effet Vavilov-Tcherenkov) qui se propage sous la forme d'un cône de lumière à des longueurs d'onde proches du bleu et de l'ultraviolet). Cette impulsion lumineuse perdure pendant une dizaine de nanosecondes, et peut être détectée à l'aide de télescopes focalisant la lumière sur un ensemble de tubes photomultiplicateurs.
Courant 2019, trois observatoires de rayonnement Tcherenkov atmosphérique sont en activité :
- le Very Energetic Radiation Imaging Telescope Array System (VERITAS), basé en Arizona (États-Unis) ;
- le High Energy Stereoscopic System (HESS), établi en Namibie ;
- le Major Atmospheric Gamma-ray Imaging Cherenkov Telescope (MAGIC), situé à La Palma

L'imagerie Tcherenkov atmosphérique est toujours en plein développement et il existe des projets d'observatoires utilisant des télescopes plus grands et en plus grand nombre que les observatoires actuels. Le Cherenkov Telescope Array (CTA), est un observatoire de nouvelle génération dont la construction a débuté en 2019 et qui devrait devenir opérationnel vers 2025.
La première source détectée grâce à cette technique est la nébuleuse du Crabe. Elle l'a été en 1989 par le télescope à imagerie Tcherenkov atmosphérique de 10 mètres de diamètre de l'observatoire Whipple, en Arizona. Une cinquantaine de sources de photons d'énergie supérieure à 100 GeV ont été détectées. Les photons les plus énergétiques qui aient été détectés proviennent de Markarian 501 et font plus de 16 TeV (détectés par HEGRA).
Outre l'utilisation de l'atmosphère comme milieu d'interaction des rayons gamma, il est aussi possible de recourir à des bassins d'eau pour effectuer de l'observation astronomique à de telles énergies. Cette technique d'imagerie par rayonnement Tcherenkov aquatique fut utilisée par des observatoires tel que MILAGRO, et est maintenant à la base du fonctionnement du High Altitude Water Cherenkov Experiment (HAWC), un ensemble de 300 bassins de 7 m de diamètre, munis chacun de 4 photodétecteurs.
L'une des grandes difficultés rencontrées dans l'observation terrestre des rayons gamma consiste à séparer les signaux issus de photons de ceux émis lorsque des rayons cosmiques (principalement composés de hadrons) pénètrent dans l'atmosphère. Ces derniers étant beaucoup plus nombreux (~1000 fois) à atteindre l'atmosphère, il est nécessaire de bien caractériser la géométrie des cascades électromagnétiques de chaque type d'évènement (gamma ou hadron), puis d'entraîner des algorithmes à reconnaître et identifier les cascades gamma.

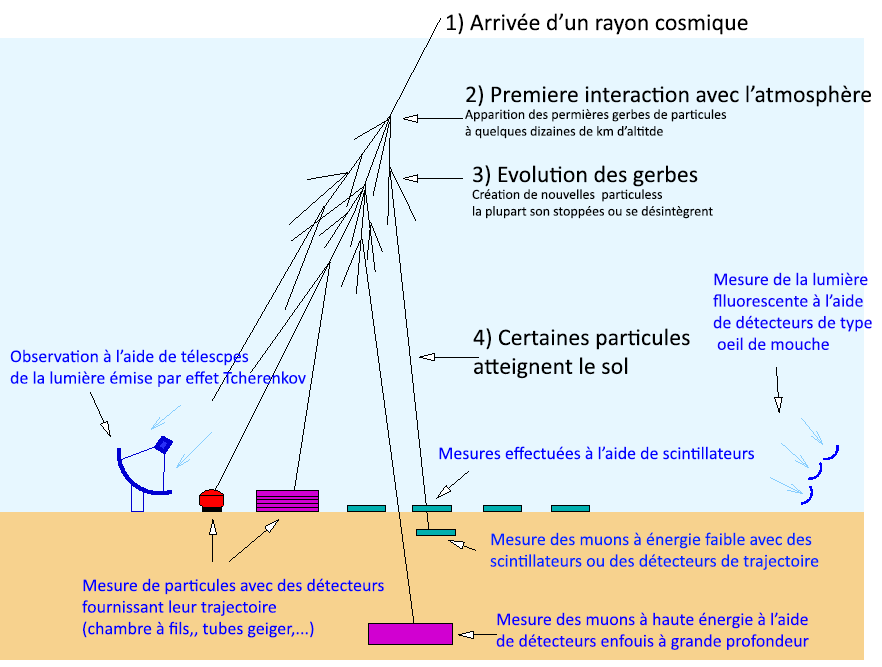
Principe de fonctionnement des observatoires utilisant l'effet Tcherenkov pour étudier les rayons gamma et les rayons cosmiques.